# Język damar zachodni
Język damar zachodni, także: damar północny, damar-batumerah – język austronezyjski używany w prowincji Moluki w Indonezji, w dwóch wsiach w północno-zachodniej części wyspy Damar. Według danych SIL International z 1987 roku posługuje się nim 800 osób.
Lokalnie jest określany jako „batumerah”, od nazwy jednej z wsi (indonez. Batumerah, miejscowa nazwa: Amaya). Jego użytkownicy zamieszkują również wieś Kuai-Melu. Pomimo podobnej lokalizacji geograficznej i wyjątkowo podobnej nazwy nie jest blisko spokrewniony z językiem damar wschodnim, a jego związki z innymi językami regionu pozostają słabo ustalone.
W dawnych klasyfikacjach (z XX w.) języki damar zachodni i wschodni uważano za odmiany jednego języka damar (dialekty północny i południowy), czemu przeczy zarówno analiza cech językowych, jak i identyfikacja samych mieszkańców wyspy.
M. Taber (1993), na podstawie dostępnych danych, uznał ten język za izolat w obrębie rodziny austronezyjskiej. W publikacji Atlas Bahasa Tanah Maluku (1996) został umieszczony w gałęzi centralnej języków malajsko-polinezyjskich, lecz nie powiązano go bliżej z żadnym spośród języków regionu. A. van Engelenhoven (2010) próbnie klasyfikuje damar zachodni w ramach języków babar.
Język nie wykształcił tradycji piśmienniczej. Pierwsze próby dokumentacji tego języka podjęli M.A. Czlenow i S.F. Czlenowa na pocz. lat 60. XX w. Został opisany w postaci listy słownictwa (2006, 2008)   i skrótowego opracowania gramatycznego (2008) . Dane leksykalne z języka damar zachodniego zawarto też w artykule z 1993 r.